# Stérilisation à la vapeur
 (mai 2021).
Si vous disposez d'ouvrages ou d'articles de référence ou si vous connaissez des sites web de qualité traitant du thème abordé ici, merci de compléter l'article en donnant les références utiles à sa vérifiabilité et en les liant à la section « Notes et références ».
La stérilisation à la vapeur a pour objectif d'éliminer tous les germes ou les contaminants, par contact de l'objet avec une température de 134°C plus une surpression de 2,2 bar pendant 18 min et cela sur la totalité de la surface à stériliser (valeur issue de la table de Regnault).

## Principe d'action
La destruction des micro-organismes est obtenue par l’action conjuguée de la chaleur et de l’humidité, la vapeur permettant la pénétration de la chaleur à l’intérieur de la spore pour atteindre les acides nucléiques. L’efficacité maximale n’est donc obtenue qu’avec de la vapeur saturée. Le temps prévu pour la stérilisation débute lorsque la température souhaitée est atteinte.
Dans un procédé de stérilisation, l’état de mort ou de réduction micro-biologique est décrit par une fonction exponentielle. La valeur stérilisatrice (communément appelée F0) correspond à la valeur exponentielle réduite lors de la stérilisation.

## Préparation et démarche
Lorsque les objets à stériliser sont contenus dans des boites (comme par exemple, des instruments de chirurgie), la stérilisation ne doit pas se faire avec la boite métallique à instruments couvercle fermé, car le contenu de la boite ne sera pas stérile. Il faut par exemple utiliser deux sachets de stérilisation prévu pour être perméable à la vapeur. Chaque sachet comprend un morceau de la boite, positionné comme suit : la partie métallique posée côté plastique et la partie en contact avec les instruments face au côté papier opaque, prévu pour le transfert de la vapeur. La boite pourra être réassemblée (base avec son couvercle) ultérieurement dans un endroit stérile (hotte à flux laminaire ou salle blanche).
Pour stériliser des flacons vides, deux solutions se présentent : 
- soit ils possèdent un bouchon avec septum et il est possible d'y placer des prises d'air.
- soit leur bouchon est d'un seul tenant, il faut alors y placer 5 ml d'eau déminéralisée ou ppi, refermer le flacon avec son bouchon et le traiter par un cycle de stérilisation à la vapeur. L'eau contenue à l'intérieur se vaporisera et la stérilisation sera réalisée.

Cependant il est nécessaire d'avoir déterminé le temps de montée en température pour atteindre les 121°C , selon le type du flacon. En effet, dans ce cas il y a un transfert de chaleur, puisque c'est le verre chauffé qui va ensuite réchauffer l'eau du flacon, il faut donc calculer un temps mort. Ce temps sera multiplié par 4 entre un flacon de 500 ml et un flacon de 2 000 ml. Si le flacon est vide et sec, avec un bouchon desserré, la stérilisation ne sera pas correctement effectuée car le transfert de la vapeur se fera mal du fait de la dépression du pré-traitement. 
Pour stériliser des montages contenant un liquide, un tampon ou autre qui sont obturés aux deux extrémités par un raccord de type Luer, il faut procéder en deux étapes :
1. Stériliser les deux embouts Luer (embouts coniques) dans un petit sachet, les autoclaver et les refermer stérilement sous une hotte à flux laminaire.
2. Les ré-installer pour clore le montage puis autoclaver l'ensemble.

Ainsi, lors du raccordement du montage à un autre embout Luer le cône obturé aura été stérilisé dans sa partie interne, assurant une stérilisation intégrale.

## Appareil ou montage stérilisable en ligne
Sur ces appareils la démarche est similaire, en détaillant le circuit de passage des fluides et vérifiant lors de la stérilisation préalable si la vapeur a bien été en contact avec tous les points du circuit. On appelle ceci une validation. Il est donc indispensable d'être vigilant lors de l'établissement de celle-ci, car la stérilisation sur des temps très long ou des températures très fortes abime le matériel et/ou les produits, sans garantit de résultat.